# Мохнацьке городище
Мохнацьке городище — багатошарове городище поблизу с. Мохнач Харківської області, перші знахідки з якого датовані V століттям до н. е. На його території у різний час жили племена скіфів, антів, аланів та слов'ян-сіверян. Археологами було відкрити близько низку арехологічних комплексів різного датування.

## Дослідження
Розкопки проводить доцент Харківського національного педуніверситету ім. Г. С. Сковороди Володимир Колода з 1999 року.
У серпні 2013 року було виявлено скарб, датований ІХ століттям. Було знайдено понад 150 предметів, серед яких слід виділити:
- велике орнаментоване дзеркало;
- жіночі прикраси;
- амулети;
- частини кінської упряжі;
- амфори та гідрія;
- сільськогосподарський і ремісничий інвентар[3].

Станом на 2017 рік були досліджено 8 з 9 відкритих комплексів салтівської культури.

## Історія городища
Після розгрому Хозарського каганату переважна більшість аланів пішла з Мохнача, але їх частина асимілювалась у середовищі слов'ян-сіверян. Це дозволило слов'янам-сіверянам перейняти у аланів частину технологій, таких як будування стін, вдосконалені знаряддя обробки землі, способи нанесення орнаментів на кераміку тощо.
Серед цікавих особливостей слід виділити культ поклоніння бобру. В одній із будівель були знайдені:
- жертовник;
- ритуальний ніж з руків'ям із оленячого рогу;
- нижня щелепа бобра;
- маленька фігура бобра.

Як стверджує дослідник В. Колода, слов'яни-сіверяни прожили на цих землях до приходу половців. Але через постійні набіги численних кочових племен ця територія залишалася незаселеною до середини XVIII століття. Після приходу вихідців з Правобережної України територію городища стали використовувати у якості кладовища. Із знайдених черепків керамічного посуду можна зробити висновок про те, що у більш пізній період поселенці, які знаходили рештки кераміки аланів, копіювали найцікавіші зразки.

## Археологічні знахідки
Оскільки на території городища у різний час проживали племена скіфів, антів, аланів та слов'ян-сіверян, то комплекс археологічних знахідок є різноманітним.
Серед салтівських знахідок переважають уламки гончарного посуду і деяка кількість індивідуальних знахідок. Із знарядь праці слід виділити:
- ножі черешкові, ножі з петлею на руків'ї, шильця, голки;
- зубило, пробійник, серп, пружинні ножиці, різець по дереву;
- уламок вістря наральника, рештки клепаного казана, уламки кварцитових жорен, зернотерки;
- точильні та шліфувальні камені[5].

Окрім того, зустрічаються артефакти, що пов'язані з виробництвом заліза. Це шматки чорнометалургійного шлаку та уламки від колб-тиглів залізоробних горен.
Із зброї були знайдені дволопатеві черешкові вістря стріл та частини парадного захисного обладунку. Кінську збрую представлена вудилами із традиційними для салтівської культури стовпчиковими псаліями та підпружними пряжками.
До знахідок скіфського періоду переважно відносяться бронзові вістря для стріл із втулкою датовані серединою V—IV ст. до н. е.
Серед знахідок нового часу варто виділити уламками керамічного посуду та кахлів, речі побутового вжитку, а також округлі і сплющені кулі від вогнепальної зброї.

## Галерея

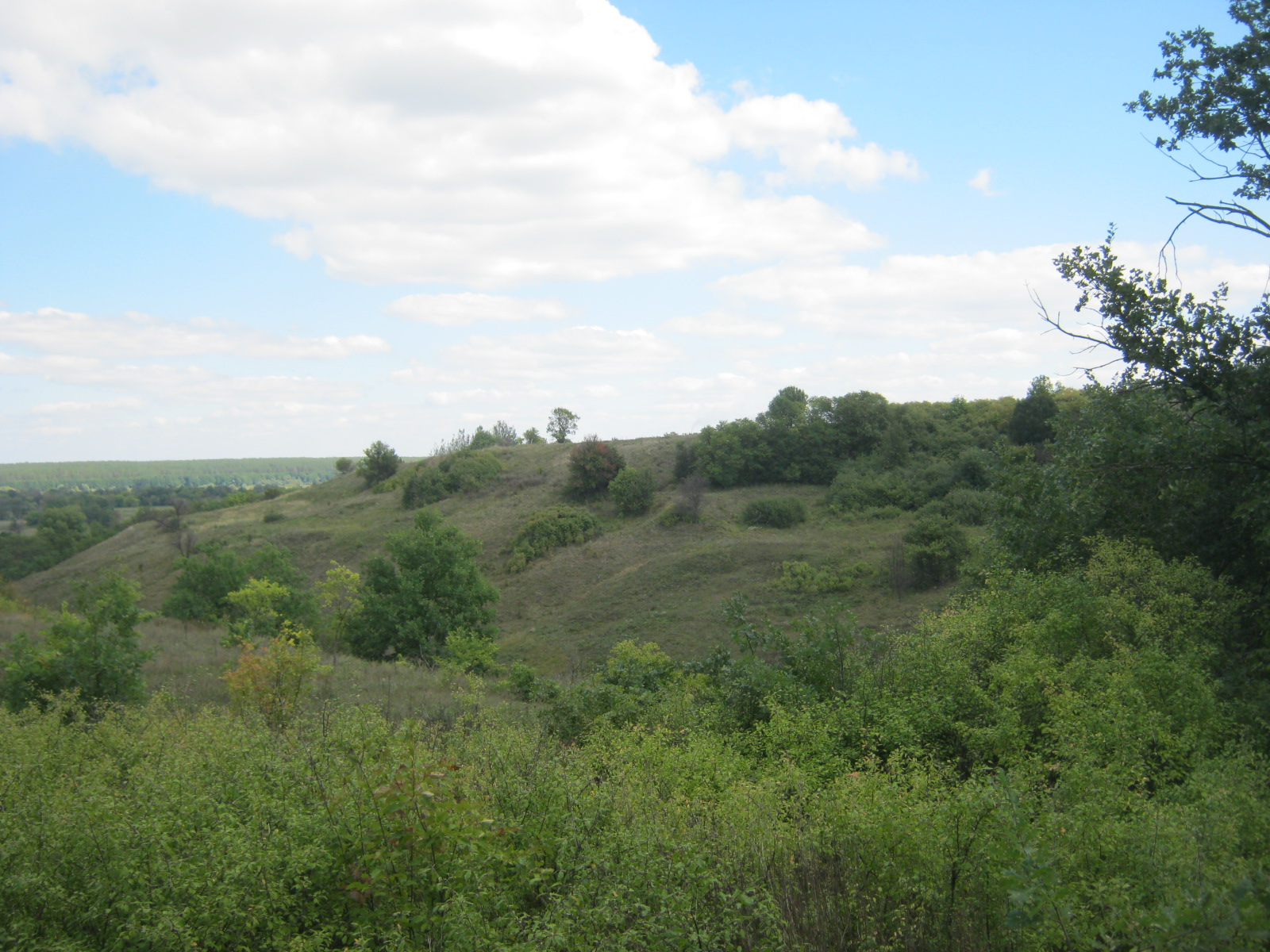
Мохнацьке городище. Загальний вид.
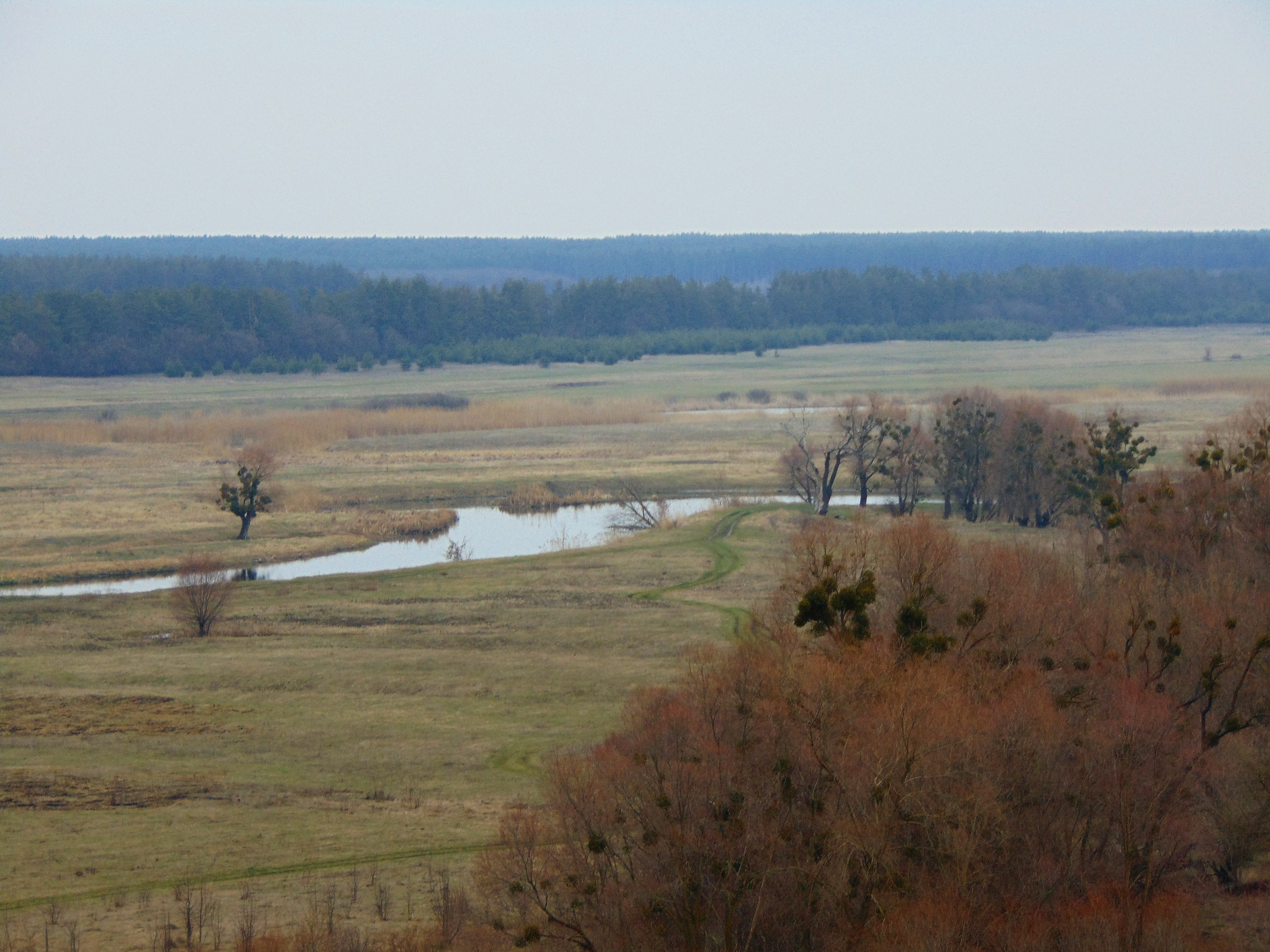
Вид зі схилу городища на Мохнацький заказник